# Chrysoctenis pepussilaria
Chrysoctenis pepussilaria là một loài bướm đêm trong họ Geometridae.